# Флаг Большешатьминского сельского поселения
Флаг муниципального образования Большеша́тьминское сельское поселение Красноармейского района Чувашской Республики Российской Федерации — опознавательно-правовой знак, служащий официальным символом муниципального образования.
Флаг утверждён 3 сентября 2010 года и внесён в Государственный геральдический регистр Российской Федерации с присвоением регистрационного номера 7040.

## Описание
«Прямоугольное полотнище с отношением ширины к длине 2:3, воспроизводящее композицию герба Большешатьминского сельского поселения в жёлтом, синем, белом и чёрном цветах».
Геральдическое описание герба гласит: «В золотом поле волнистый лазоревый вилообразный крест, поверх всего — идущая обернувшаяся берестяная (серебряная с многочисленными беспорядочными неровными и неравными чёрными чертами) медведица».

## Обоснование символики
Флаг составлен на основании герба Большешатьминского сельского поселения Красноармейского района, по правилам и соответствующим традициям вексиллологии, и отражает исторические, культурные, социально-экономические, национальные и иные местные традиции.
Во многих мифологических представлениях медведь может выступать как божество, родоначальник, дух охранитель, дух целитель. Нередко бог и сам мог принимать образ медведя, когда хотел показаться людям на Земле (Поволжские легенды о Киремете). Образ и название медведя часто встречается в наименованиях деревень, топонимике.
Медведь — это символ мужества, благородства, силы, бескорыстия.
Историки записали несколько преданий о чувашских участниках битвы за Казань. В них сообщается о Салтане, жителе поселения у оврага Ванивар (около деревни Оба-Сирма), который участвовал в походе Ивана Грозного в борьбе против Казанского ханства, был храбрым воином и сложил голову при осаде Казани.
По мнению автора флага, изображение медведицы олицетворяет также уроженца села Большая Шатьма, Героя Советского Союза Васильева Владимира Васильевича, гвардии старшего сержанта, участника Великой Отечественной войны с августа 1942 года. В боях на подступах к реке Одер 23 января 1945 года командир расчёта станкового пулемёта отразил три контратаки противника, держал занимаемый рубеж и, не пропустив ни одного врага, погиб смертью храбрых. В памяти народа хранятся подвиги многих героев.
По территории поселения проходил Березовский тракт, и в деревне Дворики располагался почтовый (ямской) стан, где останавливались на ночлег ссыльные, поэтому шкура медведицы усеяна берестяными блёстками. Березовский тракт связывают с именем Екатерины Великой, известно, что в её личном гербе была изображена медведица.
Волнистый вилообразный крест указывает на географическое расположение поселения в Красноармейском районе, на флаге которого он также присутствует, в то же время обозначает реку Большая Шатьма, протекающую по территории села.
Жёлтый цвет (золото) — цвет урожая, пшеничных зёрен, символизирует плодородие, благополучие и процветание.
Белый цвет (серебро) — символически выражает миролюбие и справедливость.
Синий цвет (лазурь) символизирует чистоту помыслов, стремления к духовному совершенству, отражая также одно из исторических названий села — Богоявленская Большая Шатьма; здесь в 1752—1935 годах функционировал Храм Богоявления Господня.